# ایبک (سمنگان)
اَیبَک (لفظ ترکی)، یا ایوکراتید یا سَمَنگان مرکز ولایت سَمَنگان کشور افغانستان است.
این شهر در پهنهٔ دره یا رود خلم و سمنگان در بخش سفلای با راهی سخت‌گذر و پر گردنه قرار دارد. در سال ۱۹۳۴ میلادی بخشی از شهر قدیم، از بین رفت و در ۴ کیلومتری این شهر بنای شهر نو آغاز شد.
شهر قدیمی اَیبک نزدیک دهانهٔ دره و داخل دژ سنگی واقع شده است. تجارت عمدهٔ این شهر گندم، بادام و پسته است. 

## نام
در زمان امان‌الله‌شاه یکی از افراد او به نام وزیر محمدگل مهمند نایب‌الحکومهٔ ولایت بلخ بزرگ شد. وی سیاست پشتون‌سازی را در این ولایت پیشه کرد و نام بسیاری از مناطق ولایت بلخ را تغییر داد. محمدگل مهمند نام این شهر را از آی بیک که نام تاریخی آن بود به اِیبَک تغییر داد.

## پیشینه
پناهگاه صخره‌ای کوچکی به نام قَره‌کَمر در فاصلهٔ ۱۳۵ متری بر فراز درهٔ هزارسوم، در شمال شهر اَیبَک موجود است که احتمالاً محل موقتی شکار بوده است. از نظر گونه‌شناسی، و نه چینه‌شناسی، چهار فرهنگ مختلف مشاهده شده، که دورهٔ سوم از همه مهم‌تر است. مجموعاً ۸۲ قطعه سنگ چخماق پیدا شده، که بیشتر آن ریزسنگ می‌باشند. آثار بدست‌آمده از قره‌کمر هیچ‌گونه شباهتی به آثار کاوش‌شده از پایگاه‌های دیگر افغانستان، آسیای میانه، هند یا پاکستان ندارند. نزدیکترین مشابه آن فرهنگ برادوستی در کوه‌های زاگرس در ایران است.

## نگارخانه

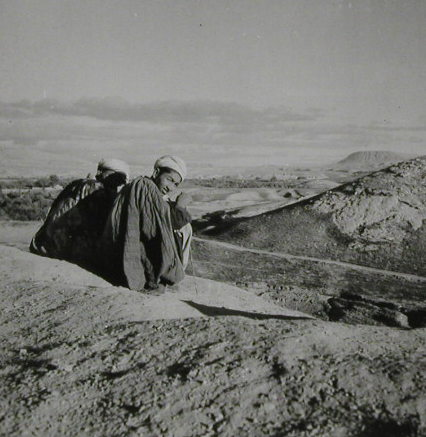
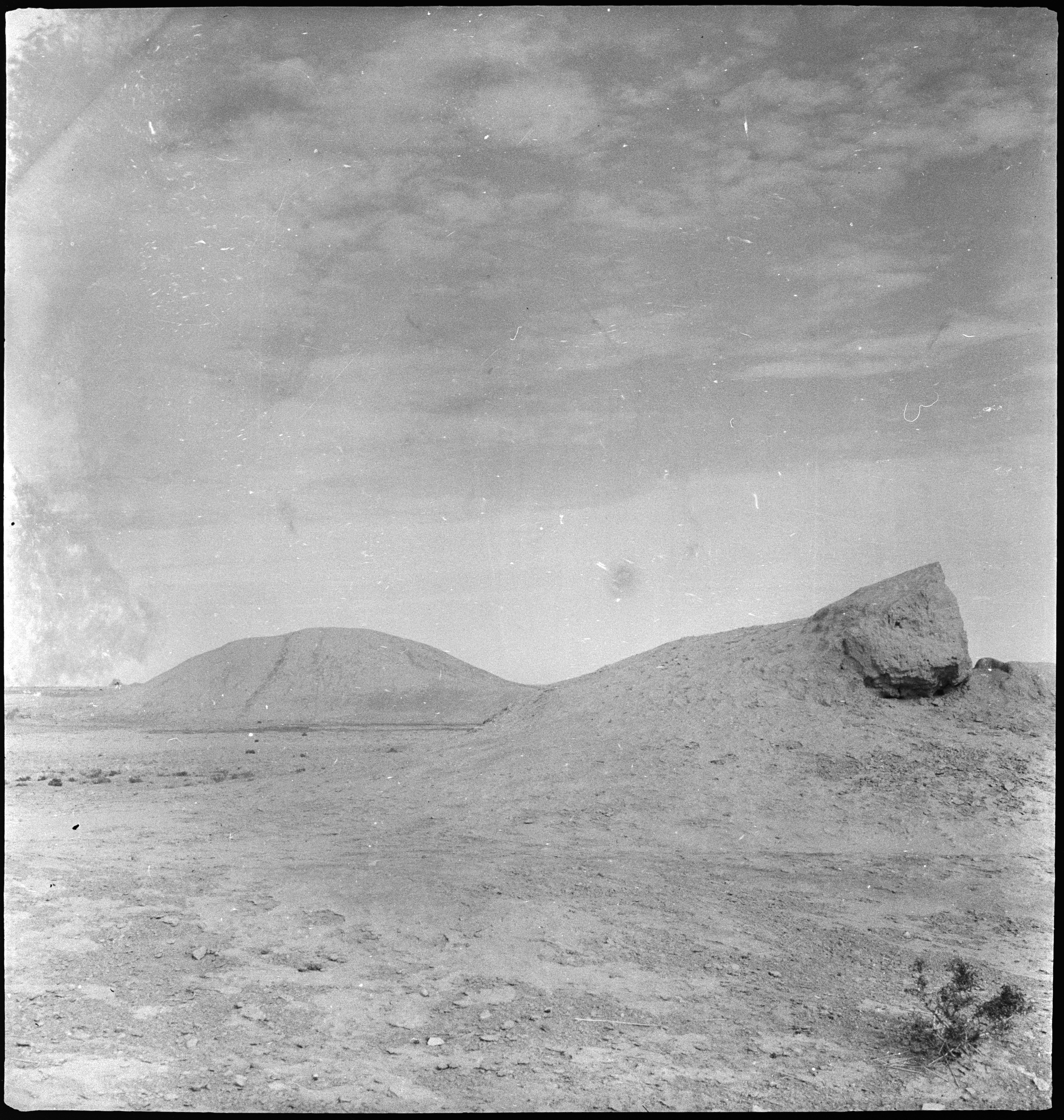
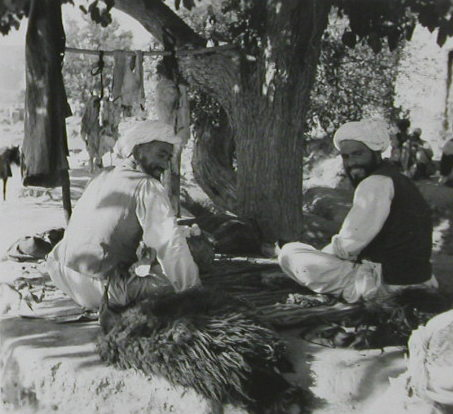
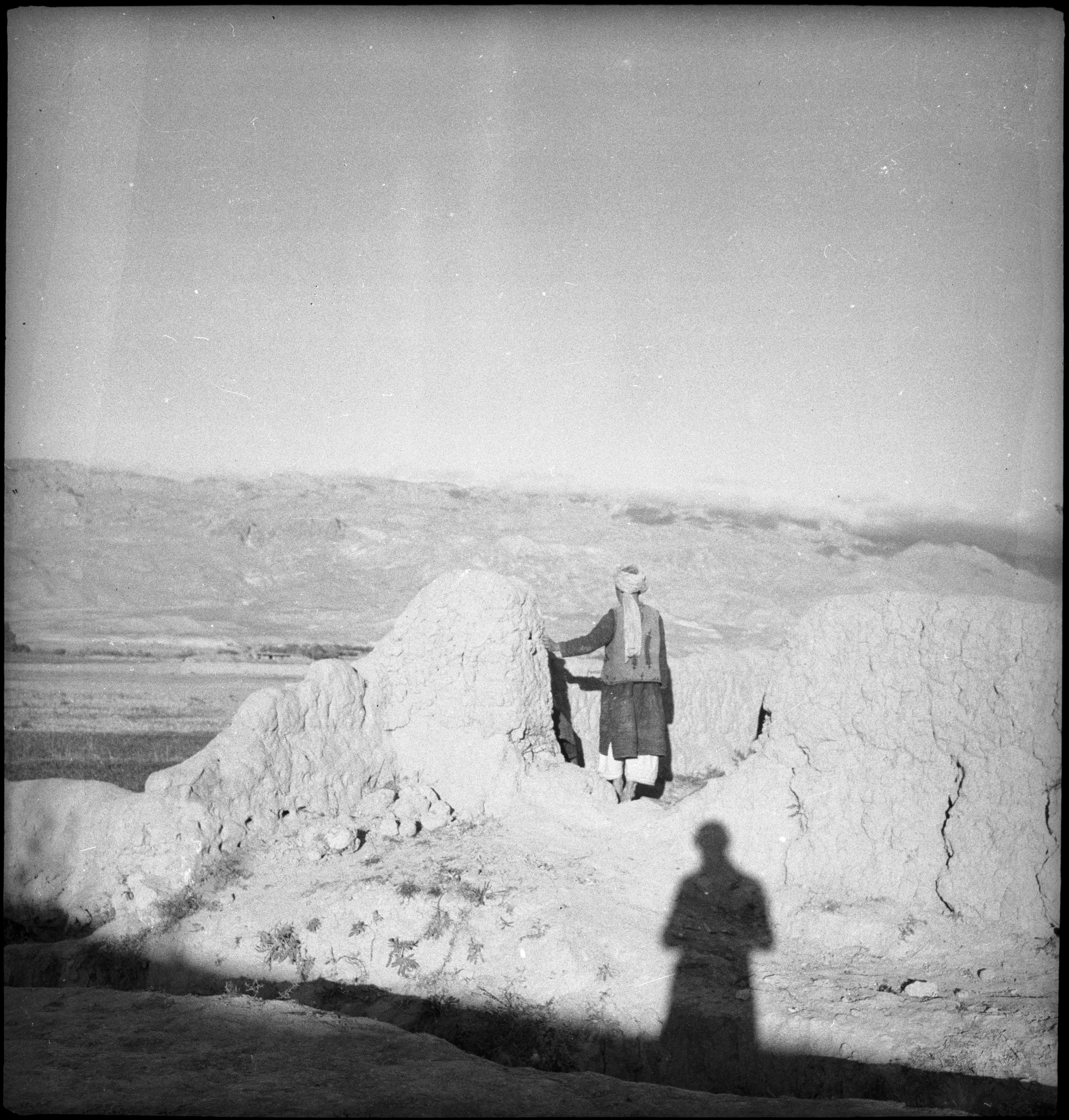
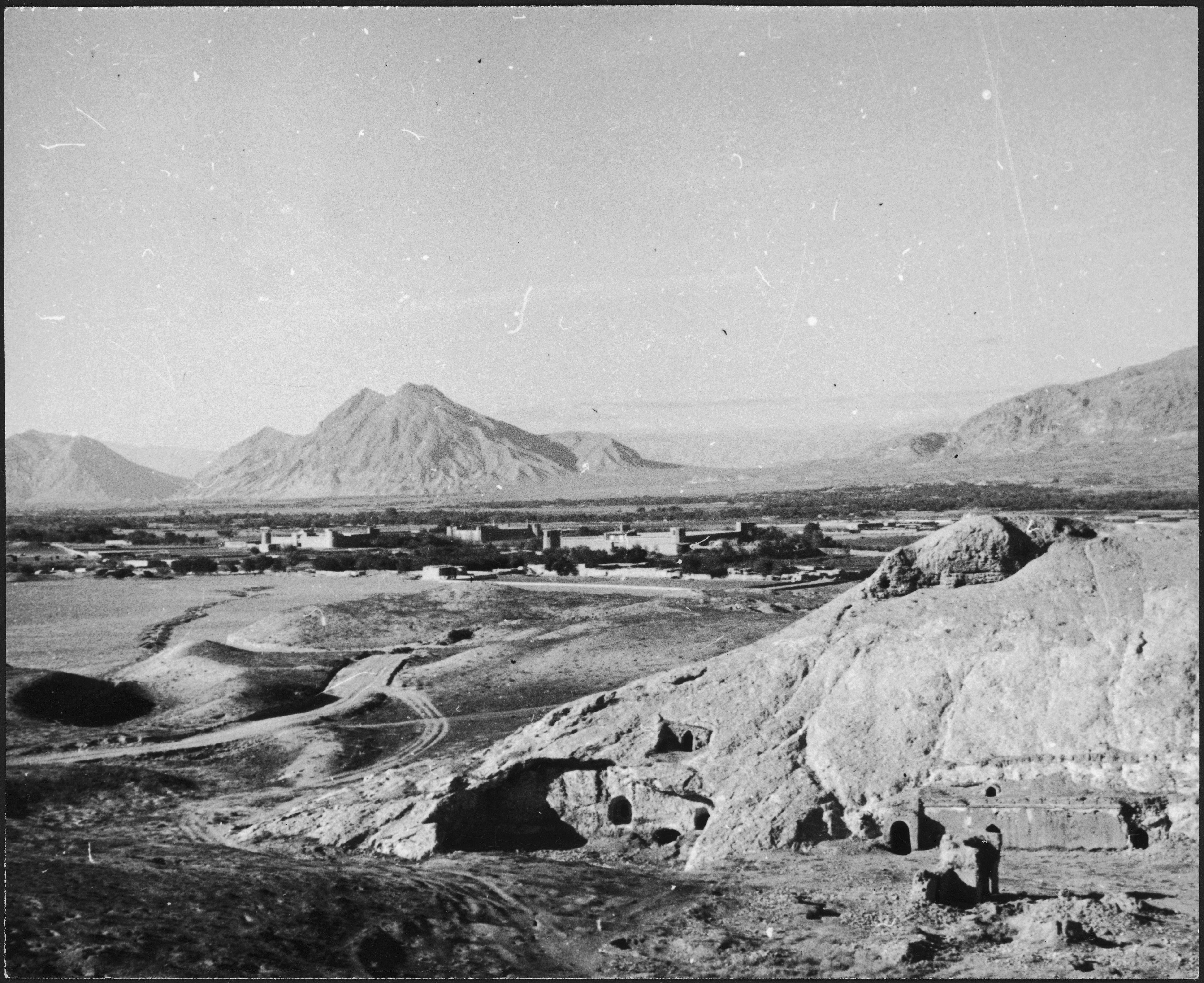

تصاویری از ۱۹۳۹ میلادی